# Монастирська ділянка
«Монасти́рська діля́нка» — ботанічна пам'ятка природи місцевого значення в Україні.
Пам'ятка природи розташована біля с. Жизномир Бучацького району Тернопільської області, у кварталі 46 виділі 5 лісового урочища «Бучач» Бучацького лісництва.
Статус наданий рішенням виконавчого комітету Тернопільської обласної ради від 30 серпня 1990 р. № 189.
Площа — 1,20 га.